# Abigail Larson
Abigail Larson es una ilustradora estadounidense. Crea obras de arte originales en técnica mixta en el género defantasía oscura, basándose en temas de la literatura gótica y de terror. Sus ilustraciones suelen presentar moda victoriana y elementos de fantasía o terror, como fantasmas. Utiliza una combinación de bocetos tradicionales y coloración digital para completar sus ilustraciones.
Larson trabaja principalmente como artista independiente. Sus créditos incluyen libros para colorear, barajas de tarot, cómics y programas de televisión. Ha ilustrado para varias editoriales y productoras importantes, incluidas DC, Dark Horse Comics, Netflix Animation y Disney Books. También se ha desempeñado como diseñadora de personajes en varios proyectos. Ganó el Premio Hugo al mejor artista profesional en 2016.

## Primeros años y educación
Larson nació y creció en Virginia. Su padre es arqueólogo y su madre es antropóloga cultural. En un momento de su infancia, su madre trabajó como costurera; esto inspiró uno de los primeros dibujos de Larson, un autorretrato de su futuro yo con un vestido de novia. Cuando era niña soñaba con ser cantante de ópera, pero padecía un grave miedo escénico; ella también soñaba con unirse al circo. La familia de Larson ha apoyado su carrera como artista.
Larson asistió a la Universidad de la Mancomunidad de Virginia y se graduó en 2010 con una Licenciatura en Bellas Artes en Artes de la Comunicación. Su concentración fue el dibujo y la ilustración. Ella le da crédito a su profesora de arte de la escuela secundaria por haber sido una de las primeras en apoyar su trabajo y alentarla a postularse para la escuela de arte.

## Carrera

### Diseño de personaje
Larson fue la diseñadora de personajes de The Huntsman: Winter's Curse, un videojuego creado en 2016 por Universal Pictures y Desert Owl Games como complemento de la película Snow White & the Huntsman. Si bien el juego en sí recibió malas críticas, los críticos elogiaron el arte. Larson ha contribuido con ilustraciones a varios juegos de Choice of Games. También ha diseñado una pantalla de carga para Fortnite. A partir de 2020, Larson fue diseñador de personajes en la serie original de Netflix Animation Blue Eye Samurai. Trabajó a tiempo completo en la serie y estuvo particularmente involucrada en el diseño del vestuario del programa.

### Libros de historietas
Como profesional independiente, Larson ha acumulado 20 créditos artísticos de cómics de compañías como DC, Dark Horse, Image y Titan. Muchos de estos créditos son para emisiones únicas de tiradas más largas. En 2020, Larson hizo las portadas de la miniserie Lady Baltimore: The Witch Queens, escrita por Mike Mignola y Daniel Golden con ilustraciones de Bridgit Connell. En 2021, Larson trabajó en el primer número de la serie de antología gráfica Echoes from the Void de la banda de rock Evanescence. La serie presentó historias inspiradas en la música de la banda. Larson contribuyó tanto con la portada como con las ilustraciones del interior.[15] Su portada del número 1 se convirtió más tarde en un NFT como parte de un proyecto de la banda. En 2023, Larson volvió a hacer la portada de la secuela one-shot de la miniserie The Witch Queens, Lady Baltimore: The Dream of Ikelos.

### Otros proyectos
Otros proyectos en los que Larson ha trabajado incluyen cubiertas de libros, barajas de tarot, libros para colorear, libros de pegatinas, reediciones ilustradas de cuentos clásicos, literatura infantil y juegos de rol de mesa. Larson es creadora oficial de Fluevog, ya que el anunció que diseñó para su zapato «The Queen of Prussia Ludovika» ganó el concurso FleuvogCreative en 2014. El anuncio se publicó en Vice and Bust. En 2021, Larson publicó Crimson, un libro-arte de 248 páginas que contiene una selección de sus obras que abarcan una década. El proyecto fue financiado a través de Kickstarter.
Entre 2010 y 2015, Larson contribuyó con obras de arte en múltiples eventos en el Museo Poe en Richmond, Virginia. En un evento de Halloween de 2014, sus ilustraciones se utilizaron en la etiqueta de una botella de vino para la colección de vinos Vincent Price Signature y en la lata de una cerveza artesanal roja local. También ilustró carteles para la Zombie Walk anual de Richmond.

## Vida personal
Larson vive en Turín, Italia, con su marido. Allí trabaja principalmente en el estudio de su casa.

## Arte

### Estilo y técnica
Larson es conocida por su estilo gótico. A menudo trabaja dentro del género de fantasía oscura; sus ilustraciones contienen temas macabros y están fuertemente influenciadas por el género de horror, y a veces representan criaturas como vampiros y fantasmas. Con frecuencia centra a las mujeres y la feminidad en sus ilustraciones, y ha enfatizado la importancia de contar historias en su proceso y piezas terminadas. Larson suele exagerar la perspectiva y las proporciones en su trabajo. Ella describe el movimiento como importante para la ilustración y, por lo tanto, favorece las poses dinámicas.
Larson trabaja en técnica mixta: hace sus bocetos iniciales, líneas y colorea en papel, y termina su coloración digitalmente. Completa los bocetos iniciales en papel Canson con portaminas y luego transfiere su boceto final a papel de acuarela. Luego entinta el dibujo y aplica un lavado de acuarela, lo que añade profundidad y textura a la pieza final. Finalmente, escanea el dibujo y aplica los colores finales en Photoshop. Larson ha declarado que, aunque ha probado de dibujo digital, dibujar en papel «le resulta mejor» y le gusta el aspecto de la tinta sobre papel.

### Influencias e inspiración
Larson ha citado a varios artistas como influencias en su trabajo, incluidos ilustradores de la Edad de Oro de la ilustración como Arthur Rackham y Kay Nielsen. También ha nombrado a los cineastas Tim Burton, Hayao Miyazaki y Guillermo del Toro como influencias.
Larson describe «los cuentos de hadas, el folclore y lashistorias de fantasmas» como sus «mayores inspiraciones». A veces aparecen fantasmas en su obra, al igual que otras criaturas de fantasía y terror. Algunas de las inspiraciones que ha comentado incluyen el trabajo de Edgar Allan Poe y H. P. Lovecraft; Drácula de Bram Stoker y Frankenstein de Mary Shelley; las novelistas Charlotte Brontë y Shirley Jackson; y cuentos de hadas clásicos como los de los hermanos Grimm  También se inspira en la estética victoriana, y a menudo representa la moda victoriana y otras prendas de época en sus ilustraciones.

## Honores y premios
En 2016, Larson ganó el Premio Hugo al mejor artista profesional. También en 2016, recibió una mención de honor en la 55.ª competencia anual Illustration West de la Sociedad de Ilustradores de Los Ángeles por su portada variante de Penny Dreadful #1.
En 2022, su libro de arte Crimson fue finalista del Prix Imaginales en la categoría de ilustración.

## Publicaciones y créditos

### Portadas de libros
- Gothic Blue Book IV: The Folklore Edition (antología de cuentos cortos, Burial Day Books, 2014, ISBN 9780984730445)
- Loteria de Cynthia Pelayo (primera edición, CreateSpace, 2012, ISBN 1477695621)
- Titan Magic: Body and Soul por Jodi Lamm (2013, CreateSpace, ISBN 9781494336691)
- Literary Noir: A Series of Suspense. Vols. 1–3 (colección de historias de Cornell Woolrich, publicadas por su albacea y Renaissance Literary & Talent, 2018) [18]
- VANITY: The True Story Behind The Scarlet Countess Elizabeth Bathory por Jurii Kirnev (primera edición, Chaos Imperium Press, 2017) [18]
- Sam the Spectator Book 1: The Haunter de Kendra Alvey (2018) [18]
- Sam the Spectator Book 2: Ghostapalooza por Kendra Alvey (2019) [18]
- Sam the Spectator Book 3: The Ghosts of Summers Past por Kendra Alvey (2020) [18]
- Weird Tales #363 (2019) [37]
- Gothic Blue Book VI: A Krampus Carol (antología de cuentos cortos, Burial Day Books, 2020) [38]
- Santa Muerte and The Missing de Cynthia Pelayo (portada original de cada libro, publicada por Post Mortem Press en 2012 y 2016 respectivamente; y portada de la reimpresión combinada de 2021 publicada por Thunderstorm Books) [18] [39]
- Rear Window and Other Murderous Tales (colección de historias de Cornell Woolrich, publicada por su albacea y Renaissance Literary & Talent, 2022) [18]
- The Wilderwood Duology de Hannah Whitten (Hachette Book Group, 2024) [18]

### Créditos de arte de cómic
- Sandman Universe: The Dreaming #5, #7, #8 ( DC / Vertigo, 2019) [40] [41] [42]
- Teen Titans Go! to Camp! #6 ( DC, 2020)[43]
- Evanescence: Echoes from the Void #1 (Incendium/Opus, 2021) [44]
- Deadman Tells the Spooky Tales: "The Cemetery" ( DC, 2022) [45]
- Cradle of Filth: Maledictus Athenaeum #3 (Incendium/Opus, 2022) [46]
- CREEPSHOW Vol. 2 #2 (Image Comics, 2023) [47]

### Créditos de portada de cómic
- Edward Scissorhands #9 ( IDW, 2015) [48]
- Penny Dreadful #1 (segunda impresión, Titan Comics, 2016) [49]
- Assassin's Creed #14 (Variante C, Titan Comics, 2016) [50]
- Assassin's Creed: Templarios #9 (Titan Comics, 2017)
- Penny Dreadful #8 (Titan Comics, 2018) [51]
- The Magic Order #5 (variante C, Netflix / Image Comics, 2018) [52]
- Lady Baltimore n.° 1–5 (Dark Horse, 2021) [53]
- A Man Among Ye # 5 (variante B, Image Comics, 2021) [54]
- Doctor Who : Missy #3 ( Titan / BBC, 2021) [55]
- Evanescence : Echoes from the Void #1 (Incendium/Opus, 2021) [44]
- Buffy the Last Vampire Slayer #1 (variante, BOOM! Studios, 2022) [56]
- GRIM #1 (variante, BOOM! Studios, 2022) [57]

### Muestras en galerías
- Creature Features: October Shadows, 2012 [58]
- Viktor Wynd Fine Art (Last Tuesday Society): The Party Show, 2012 [59]
- Gallery Nucleus: Power in Numbers 5, 2020 [60]
- Gallery Nucleus: Playbills: A Broadway Poster Show, febrero-marzo de 2020 [61]
- Gallery Nucleus: Phantasy Arcade 2: Insert Coin, diciembre de 2021 – enero de 2022 [61]
- Gallery Nucleus: Disney Dream Destinations 4, diciembre 2022 – enero 2023 [61]
- Gallery Nucleus: Let's Do This One More Time: exposición y panel de Across the Spider-Verse, agosto de 2023 [61]
- Gallery Nucleus: Décimo aniversario de The Last of Us, septiembre-octubre de 2023 [61]

### Libros ilustrados/arte de interiores
- Sarah Faire and the House at the End of the World de Alex Gianni (2013) [18]
- Monster Goose Nursery Rhymes de Henry Herz, Josh Herz, Harrison Herz (Pelican Publishing House, 2014, ISBN 9781455620326).[62]
- The Spirit of Krampus de Kate Danley (2014) [18]
- When You Give An Imp A Penny por Henry Herz (Pelican Publishing House, 2016,ISBN 9781455621446).[63]
- Los gatos de Ulthar de Abigail Larson (edición ilustrada del cuento de H. P. Lovecraft del mismo nombre, One Peace Books, 2016)[18]
- Las hermanas Grimm de Menna van Praag ( Harper Voyager, 2020, ISBN 9780062932464)[64]
- Gótico de Silvia Moreno-García (edición limitada, Subterranean Press, 2022) [18]
- Disney Cautionary Tales de Ridley Pearson (Disney Press, 2022, ISBN 9781368062282) [65]

### Otros medios
- Tarot Dark Wood (Sasha Graham, Llewellyn Publishing, 2020, ISBN 9780738759302) [66][67]
- Guía y mazo de tarot de The Nightmare Before Christmas (Minerva Siegel, Insight Editions, 2020, ISBN 9781683839699) [68]
- Guía y baraja de tarot de terror (Aria Gmitter y Minerva Siegel, Insight Editions, 2022,ISBN 9781647225469) [69]
- Court of the Dead: Dark Harvest (juego de cartas, Skybound Games/Sideshow Collectibles, 2019) [70][71]
- Alice's Wonderfilled Adventures (libro para colorear, Impact / Penguin, 2016, ISBN 9781440346682)
- Disney Art of Coloring: A Twisted Tale (libro para colorear, Disney Books, 2023, ISBN 9781368099271)
- Sticker Jigsaw: The Edgar Allan Poe Collection (Odd Dot, Macmillan Publishers, 2024, ISBN 9781250908346)